# Джессіка Гадірова
Джессіка Гадірова (нар. 3 жовтня 2004, Дублін, Ірландія) — британська гімнастка. Бронзова призерка Олімпійських ігор в Токіо, Японія, в командній першості. Чемпіонка та дворазова призерка чемпіонату Європи.

## Біографія
Народилась в Дубліні, Ірландія, в родині мігрантів з Азербайджану. Має сестру-близнючку Дженніфер, яка також займається гімнастикою.

## Спортивна кар'єра
Мати віддала Джессіку з Дженніфер на спортивну гімнастику через енергійність та непосідючість. Тренується в Академії гімнастики Ейлсбері у Моллі Річардсон та Джошуа Річардсона.

#### 2019
На юніорському чемпіонаті світу в команді з сестрою Дженніфер та Алією Неве Лейт посіла шосте місце. 

#### 2021
На дебютному чемпіонаті Європи на дорослому рівні з результатом 55,100 балів виборола бронзову нагороду в багатоборстві, срібло - в опорному стрибку та стала чемпіонкою у вільних вправах.

#### 2022
У березні виступила на чемпіонаті Англії, де стала чемпіонкою в багатоборстві, опорному стрибку та вільних вправах. Пізніше виступила на чемпіонаті Великої Британії, де з сумою 54.650 перемогла в багатоборстві, а також виграла золото в опорному стрибку та вільних вправах і срібло у вправах на колоді.
У серпні, разом із сестрою Дженніфер, а також Ондін Ачампонг, Джорджією-Мей Фентон та Еліс Кінселлою, виграла срібну медаль в командній першості на чемпіонаті Європи в Мюнхені. Призерки в багатоборстві визначалася за підсумками кваліфікації, де Джессіка виступила не дуже вдало, посівши десяте місце, але зуміла із другого місця кваліфікуватися у фінал в опорному стрибку та вільних вправах. Після п'ятого місця у фіналі опорного стрибку, зуміла виграти золото у вільних вправах, захистивши свій статус чемпіонки Європи на цьому снаряді.
У жовтні, в Ліверпулі, відбувся домашній чемпіонат світу. Жіноча збірна Великої Британії виступала в ідентичному складі що був на чемпіонаті Європи. Джессіка допомогла команді кваліфікуватися у фінал із другим результатом, а також із п'ятим результатом кваліфікувалася у фінал багатоборства та опорного стрибку, а також із третім результатом у фінал вільних вправ. У командному фіналі виступила в опорному стрибку, на різновисоких брусах та вільних вправах, а британська команда виграла срібні медалі, поступившись лише збірній США. У фіналі багатоборства поступилася Ребеці Андраде та Шиліз Джонс, посівши третє місце. Отже, вона стала першою британською гімнасткою, яка виграла медаль чемпіонату світу в багатоборстві. Згодом вирішила знятися з фіналу в опорному стрибку, зосередившись на своїх коронних вільних вправах, у фіналі яких набрала 14.200 та стала чемпіонкою світу. Гадірова стала другою британською гімнасткою, яка зуміла стати чемпіонкою світу на цьому снаряді (Бет Тведдл вигравала золото у 2009 році).

#### 2023
На чемпіонаті Великої Британії посіла четверте місце у вправах на різновисоких брусах, а також виграла срібло у правах на колоді. Потрапила до складу збірної Великої Британії на чемпіонат Європи в Анталії. 12 квітня, у команді з Ондін Ачампонг, Ребеккою Дауні, Джорджією-Мей Фентон та Еліс Кінселлою, зуміла стати чемпіонкою Європи в команді, а також з першого місця кваліфікувалася у фінал багатоборства, вільних вправах та вправ на колоді. У фіналі багатоборства, який відбувся 14 квітня, набрала суму 55.032 та вперше в кар'єрі виграла золото в цьому виді змагань. Гадірова випередила Софію Ковач, яка стала другою, лише після останнього снаряду, вільних вправ.
На чемпіонаті світу в Антверпені, Бельгія, в командних змаганнях разом з Ондін Ачампонг, Рубі Еванс, Джорджією-Мей Фентон та Еліс Кінселлою посіла шосте місце, однак з фіналу багатоборства та фіналів в окремих видах змушена була знятися через розрив передньої хрестоподібної зв'язки.

## Результати на турнірах
| Рік                | Змагання                   | КБ | ІБ | Опорний стрибок | Різновисокі бруси | Колода | Вільні вправи |
| ------------------ | -------------------------- | -- | -- | --------------- | ----------------- | ------ | ------------- |
| Юніорські змагання |                            |    |    |                 |                   |        |               |
| 2019               | Юніорський чемпіонат світу | 6  | 33 |                 | 25                | 52     | 45            |
| Дорослі змагання   |                            |    |    |                 |                   |        |               |
| 2021               |                            |    |    |                 |                   |        |               |
| Чемпіонат Європи   |                            | 3  | 2  | 12              | 56                | 1      |               |
| Олімпійські ігри   | 3                          | 10 | 13 | 29              | 39                | 6      |               |
| 2022               | Чемпіонат Англії           |    | 1  | 1               | 4                 | 4      | 1             |
| 2022               | Чемпіонат Британії         |    | 1  | 1               |                   | 2      | 1             |
| 2022               | Чемпіонат Європи           | 2  | 10 | 5               | 29                | 37     | 1             |
| 2022               | Чемпіонат світу            | 2  | 3  | 5               | 40                | 18     | 1             |
| 2023               | Чемпіонат Британії         |    |    |                 | 4                 | 2      |               |
| 2023               | Чемпіонат Європи           | 1  | 1  |                 | 12                | 7      | 1             |
| 2023               | Чемпіонат світу            | 6  | WD | WD              | 18                | WD     | WD            |